# Rega
Rega là một con sông ở phía tây bắc Ba Lan, chảy ra biển Baltic. Đây là con sông dài thứ 24 của đất nước, với tổng chiều dài là 188 km và diện tích lưu vực 2.767 km².

## Thị trấn
Các thị trấn sau nằm trên Rega: 
- Świdwin
- Łobez
- Resko
- Płoty
- Gryfice
- Trzebiatów
- Mrzeżyno

## Phụ lưu
Các con sông sau đây là các nhánh của Rega:
- Brzeźnicka Węgorza
- Gardominka
- Mołstowa

## Hình ảnh

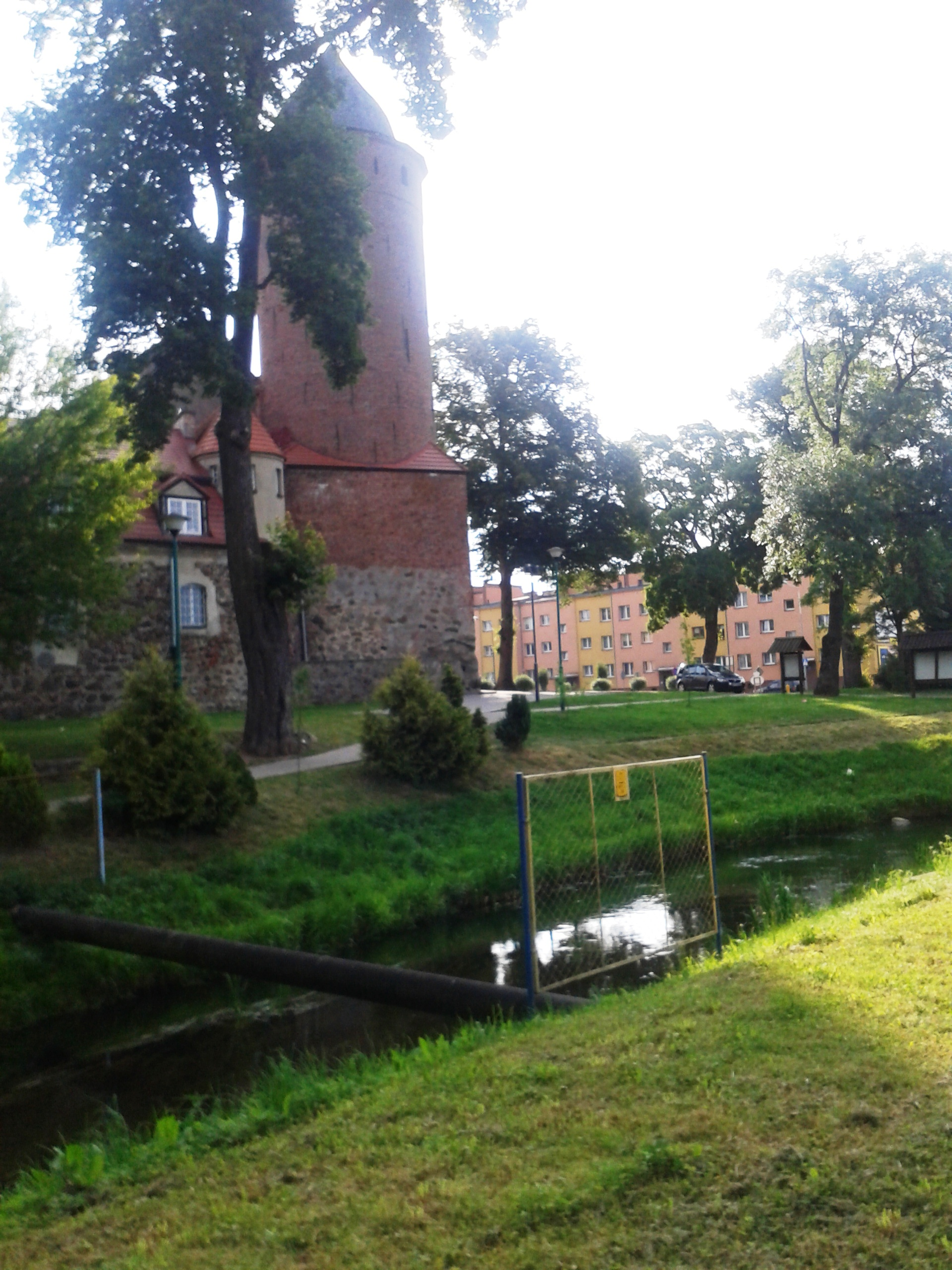
Świdwin
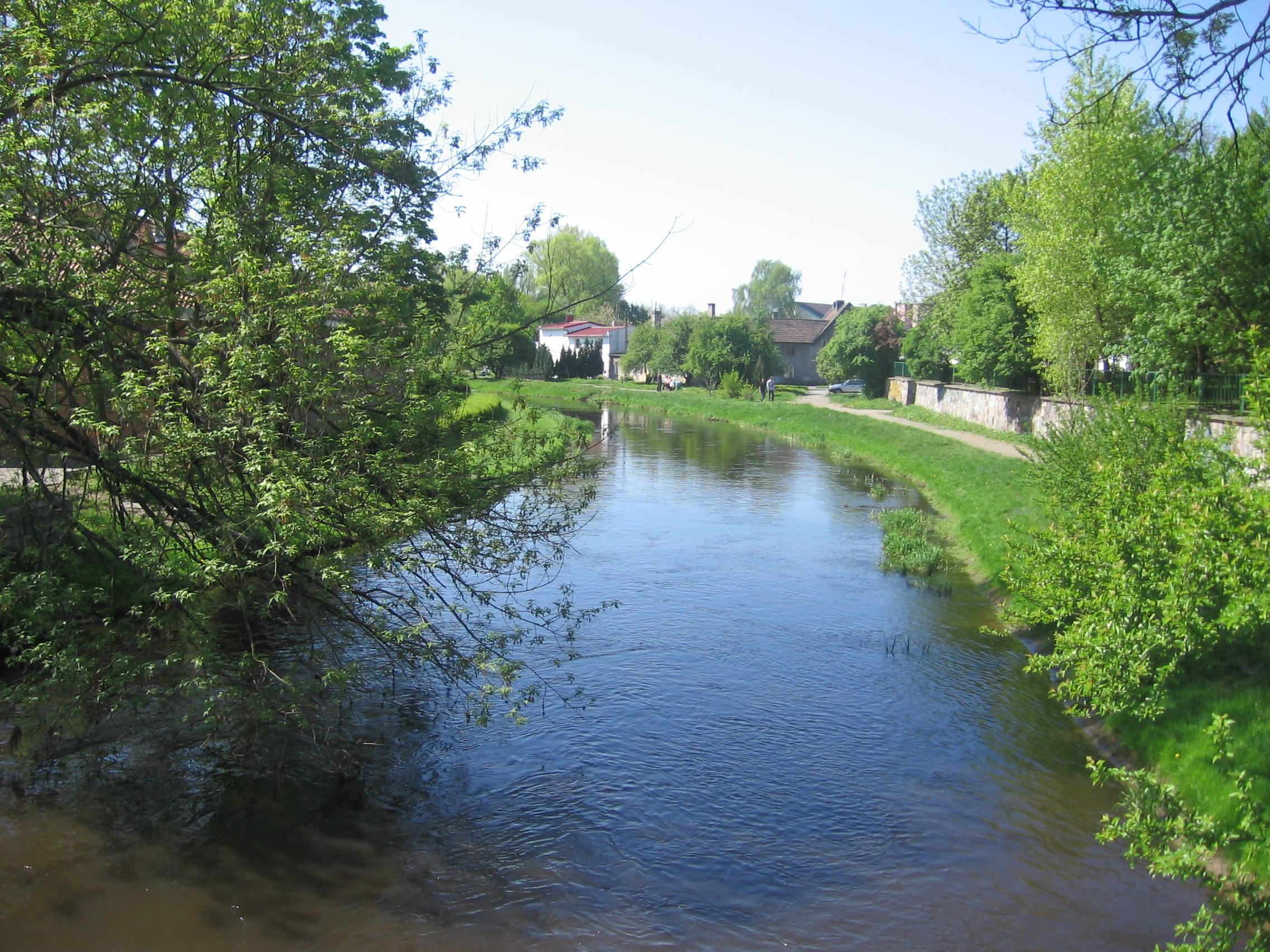
Łobez
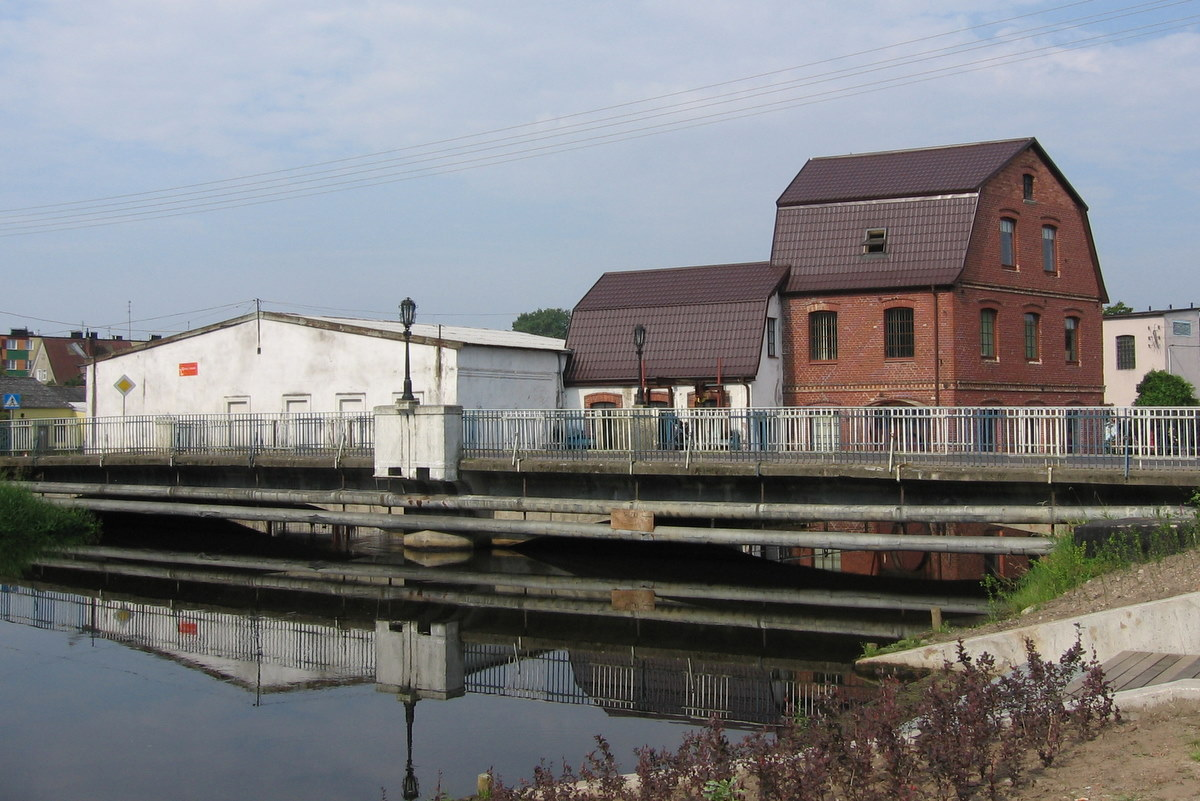
Resko
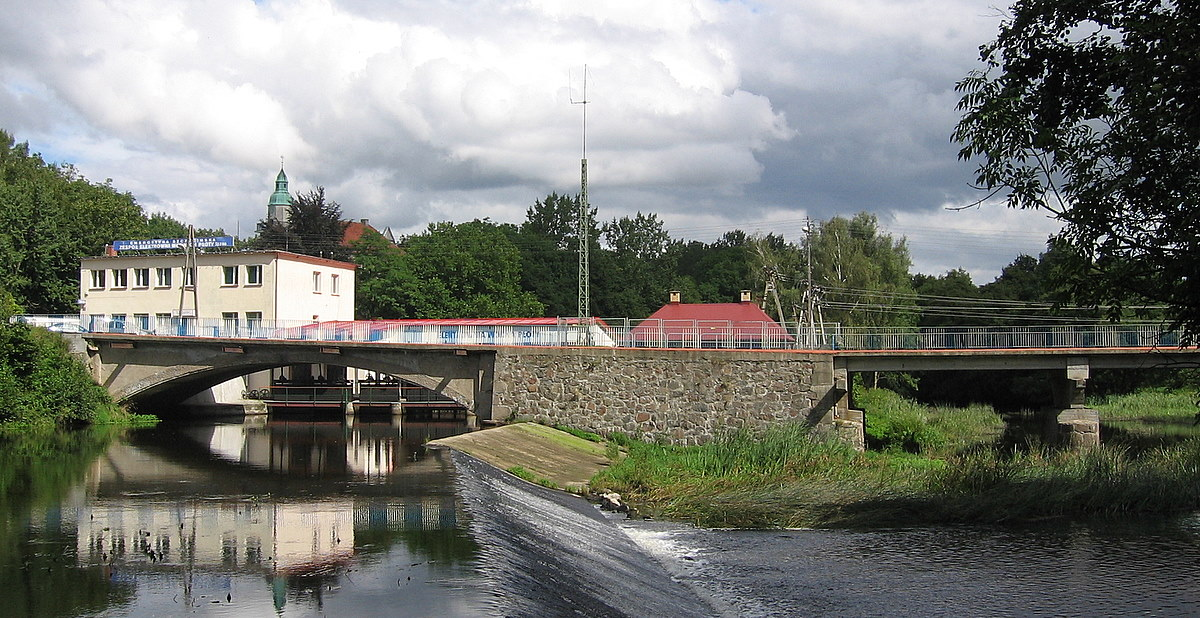
Płoty
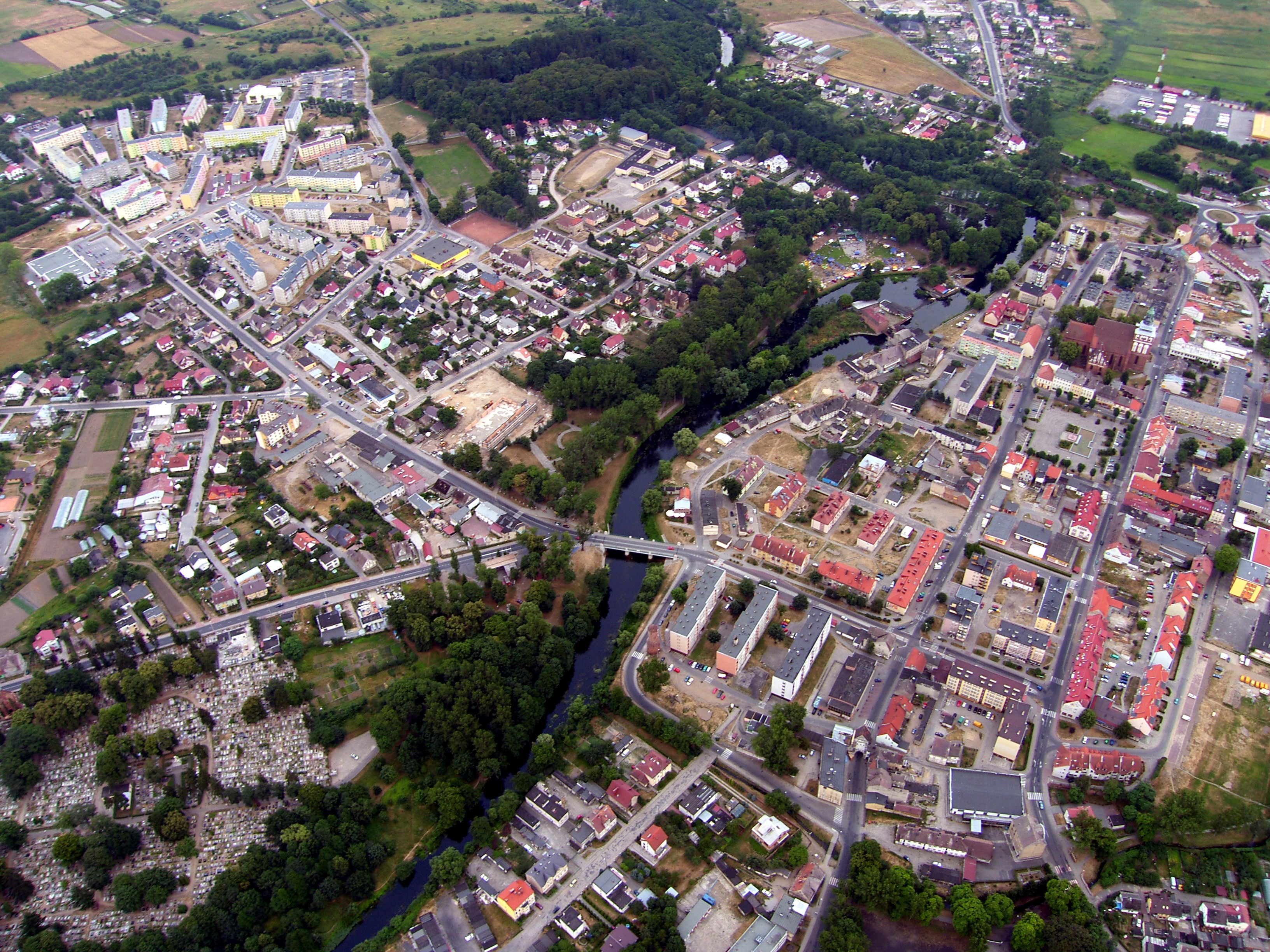
Gryfice
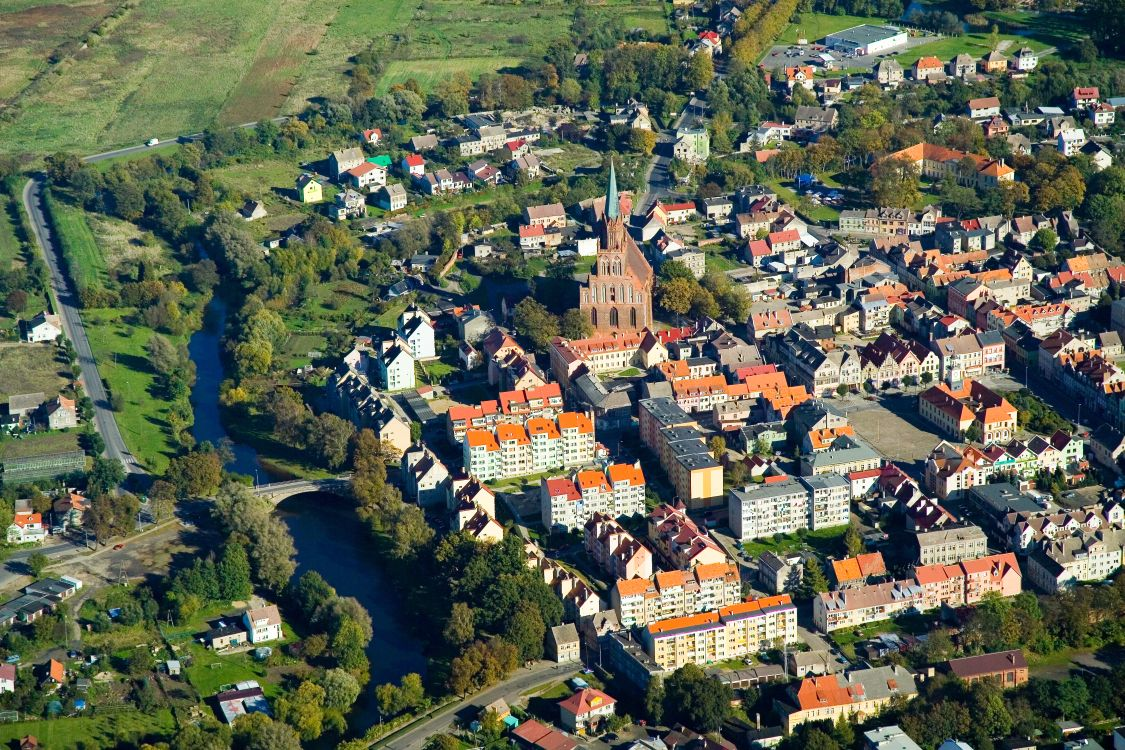
Trzebiatów
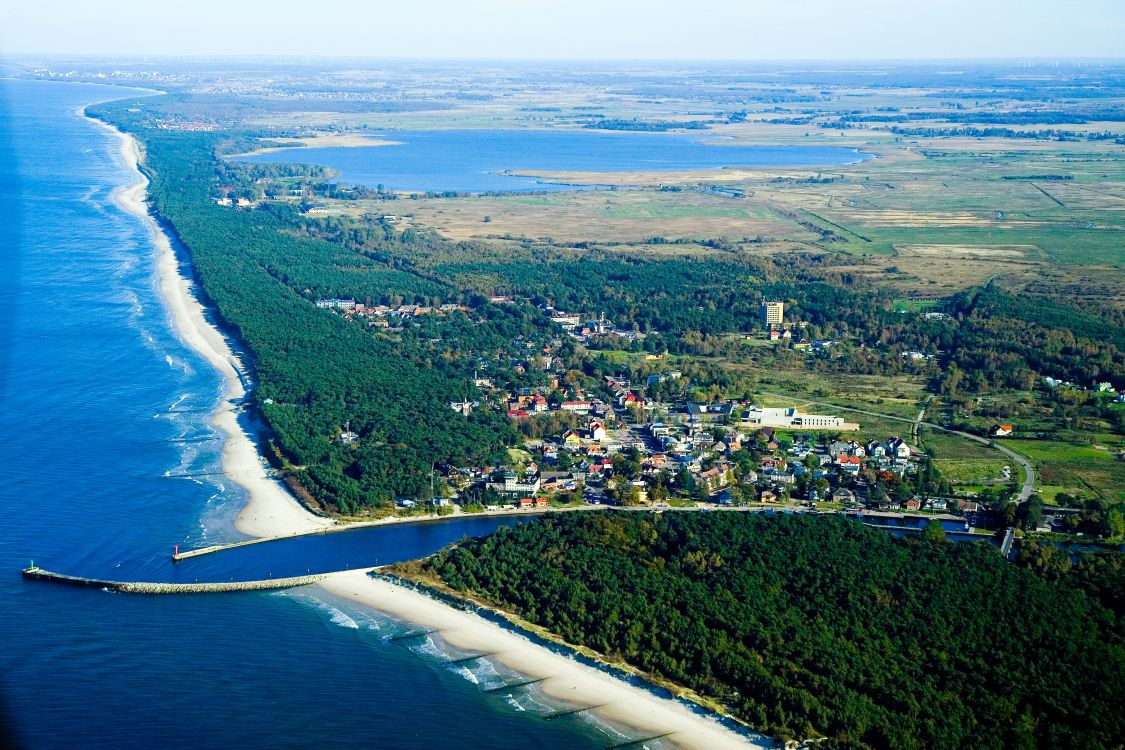
Mrzeżyno - (Biển Baltic)